# Ad Dhale'e (huyện)
Huyện Ad Dhale'e là một huyện thuộc tỉnh Al Dali', Yemen. Đến thời điểm năm 2003, huyện này có dân số 80213 người